# Schendylops sublaevis
Schendylops sublaevis är en mångfotingart som först beskrevs av Frederik Vilhelm August Meinert 1870.  Schendylops sublaevis ingår i släktet Schendylops och familjen småjordkrypare. Inga underarter finns listade i Catalogue of Life.